# 企业服务总线

ESB

企業服務匯流排（Enterprise Service Bus，ESB）的概念是從服務導向架構(Service Oriented Architecture， SOA)發展而來。SOA描述了一种IT基础设施的应用集成模型；其中的软构件集是以一种定义清晰的层次化结构来相互耦合。一个ESB是一个预先组装的SOA实现，它包含了实现SOA分层目标所必需的基础功能部件。
在企业计算领域，企业服务总线是指由中间件基础设施产品技术实现的、 通过事件驱动和基于XML消息引擎，为更复杂的面向服务的架构提供的软件架构的构造物。企业服务总线通常在企业消息系统上提供一个抽象层，使得集成架构师能够不用编码而是利用消息的价值完成集成工作。 
企业服务总线提供可靠消息传输，服务接入，协议转换，数据格式转换，基于内容的路由等功能，屏蔽了服务的物理位置，协议和数据格式。
ESB架构（ESB Architecture）
总线一词是对在一台电脑的不同设备间运输比特的物理总线的引申。ESB在更高抽象层次上提供类似的功能。在一个使用ESB的企业架构（EA:enterprise architecture）中，应用将通过总线交互，而总线扮演着应用间的信息调度（message broker）的角色。这种方法的主要优点是它减少了应用间交互所需的点对点连接的数量。这样，另一方面使得对主要软件变化带来的影响进行分析更简单更直观了。通过减少一个应用系统的连接点数量，对这个系统中的一个组件的改造过程变得简单了。
企业服务总线（ESB）的应用特征 
大规模分布式的企业应用需要相对简单而实用的中间件技术来简化和统一越来越复杂、繁琐的企业级信息系统平台。面向服务体系架构（SOA）是能够将应用程序的不同功能单元通过服务之间定义良好的接口和契约联系起来。SOA使用户可以不受限制地重复使用软件、把各种资源互连起来，只要IT人员选用标准接口包装旧的应用程序、把新的应用程序构建成服务，那么其他应用系统就可以很方便的使用这些功能服务。 
支撑SOA的关键是其消息传递架构-企业服务总线（ESB）。ESB是传统中间件技术与XML、Web服务等技术相互结合的产物，用于实现企业应用不同消息和信息的准确、高效和安全传递。ESB的出现改变了传统的软件架构，可以提供比传统中间件产品更为廉价的解决方案，同时它还可以消除不同应用之间的技术差异，让不同的应用服务协调运作，实现不同服务之间的通信与整合。ESB在不同领域具有非常广泛的用途: 
电信领域：ESB能够在全方位支持电信行业OSS的应用整合概念。是理想的电信级应用软件承载平台。 
电力领域：ESB能够在全方位支持电力行业EMS的数据整合概念，是理想的SCADA系统数据交换平台。 
金融领域：ESB能够在全方位支持银企间业务处理平台的流程整合概念，是理想的B2B交易支撑平台。 
电子政务：ESB能够在全方位支持电子政务应用软件业务基础平台、信息共享交换平台、决策分析支撑平台和政务门户的平台化实现。